# FXG
FXG (Flash XML Graphics) è un formato di file grafico XML sviluppato da Adobe, oltre a gestire le funzionalità di Adobe Flash. FXG è stato progettato come un formato di interscambio di file per la grafica (cross-application)
.
Più specificatamente è un formato di file grafico basato su un sottoinsieme di MXML, l'XML basato su linguaggio di programmazione utilizzato dal framework FLEX.

Mark Anders scrive sul suo blog che il disciplinare non è stato sviluppato per l'interoperabilità tra i prodotti Adobe e di terze parti, ne è solo la specifica di progetto per effettuare il refactoring (riscrittura) di un formato di file ormai datato, mirando alla fidelizzazione piuttosto che allo stile di programmazione; Mark Anders fa osservare che primariamente le specifiche sono progettate per la grafica modulare.

## Funzioni
Fa notare sul sito Web alla voce specifica che il modello di rendering di FXG segue da vicino il modello di rendering di Flash Player 10 ed espone tutte le funzionalità di grafica della piattaforma Flash, nonché offrendo supporto espandibile per accogliere future capacità del Flash Player.

## Relazione con gli altri formati XML
Il modello XML per FXG si basa il più vicino possibile su SVG.
 
Ci sono stati alcuni fraintendimenti come quelli che ritenevano che il formato del file FXG fosse progettato per essere uno standard per lo scambio di file di grafica raster, ma questo si è dimostrato essere errato.

## Interoperabilità
Il formato FXG è stato creato per consentire ai prodotti Adobe di condividere un formato comune di file.

La tipologia del formato di file è stata discussa sulla mailing list di Create Project

, dove un dipendente di Adobe ha scritto che si trattava di una politica aziendale per documentare formati di file in modo che terze parti potessero scrivere e leggere questi formati.

In particolare sono basati su questa tecnologia:
- Adobe Flex Builder
- Adobe Illustrator CS4